# Motorvägar i Tjeckien
De första planerna på ett motorvägsnät igenom Tjeckien uppstod på 1930-talet efter Tysklands annektering av landet. Planerna omfattade då en motorväg mellan Wien och Warszawa som skulle gå via Brno (ty: Brünn) och en motorväg mellan Dresden och Brünn. Andra världskriget satte ett effektivt stopp för dessa planer men den tyska staten hade innan kriget brutit ut exproprierat stora landområden som skulle tas i anspråk för de nya vägarna.
Efter kriget och efter Pragkuppen 1948 lades alla planer på ett tjeckiskt (tjeckoslovakiskt) motorvägsnät på is. Den nya regimen var främst intresserad av järnvägsprojekt som skulle underlätta för den egna och den sovjetiska militärmaktens transporter inom landet och till de andra "socialistiska broderfolken" inom Warszawapakten. Tjeckerna fortsatte dock vidare på en tradition av storskalig biltillverkning som hade rönt framgångar innan kriget, Škoda. I början av 1970-talet bestämde sig det tjeckoslovakiska transportdepartementet för att bygga två stora motorvägar från Prag till resten av landet. Det var linjerna Prag - Brno - Bratislava och Prag - Hradec Králové (där det fanns en stor sovjetisk militärbas) som nu äntligen skulle byggas. 1980 färdigställdes vägbygget mellan Prag och Bratislava medan vägen mellan Prag och Hradec Králové på grund av brist på pengar bara blev byggd till hälften. Än idag väntar man på att bygga en fortsättning mot staden och mot den polska gränsen.
Sedan det forna Östeuropa upplöstes har motorvägsnätet i Tjeckien byggts ut allt mer. Motorvägsbyggena tog fart under 1990-talet och har sedan fortsatt i oavbruten fart sedan dess. Målet i Tjeckien är att ha ett motorvägsnät som binder ihop de viktigaste delarna av landet och som når ut till gränserna. Till Slovakien finns det sedan ett antal år en motorväg, men det har också under den senaste tiden öppnats en ny motorväg från Plzeň till Tyskland som knyter ihop de tjeckiska motorvägarna med de tyska. Från Prag går också en motorväg norrut till A17 i Tyskland för att slutligen nå Dresden. Även om motorvägbyggena är långt ifrån färdiga, har Tjeckien ett motorvägssystem som är av hög klass och ett bra vägnät, mycket av detta härrör från den långa tradition av bilindustri och motortillverkning som finns i landet (Škodaverken).

## Motorvägssträckor i Tjeckien

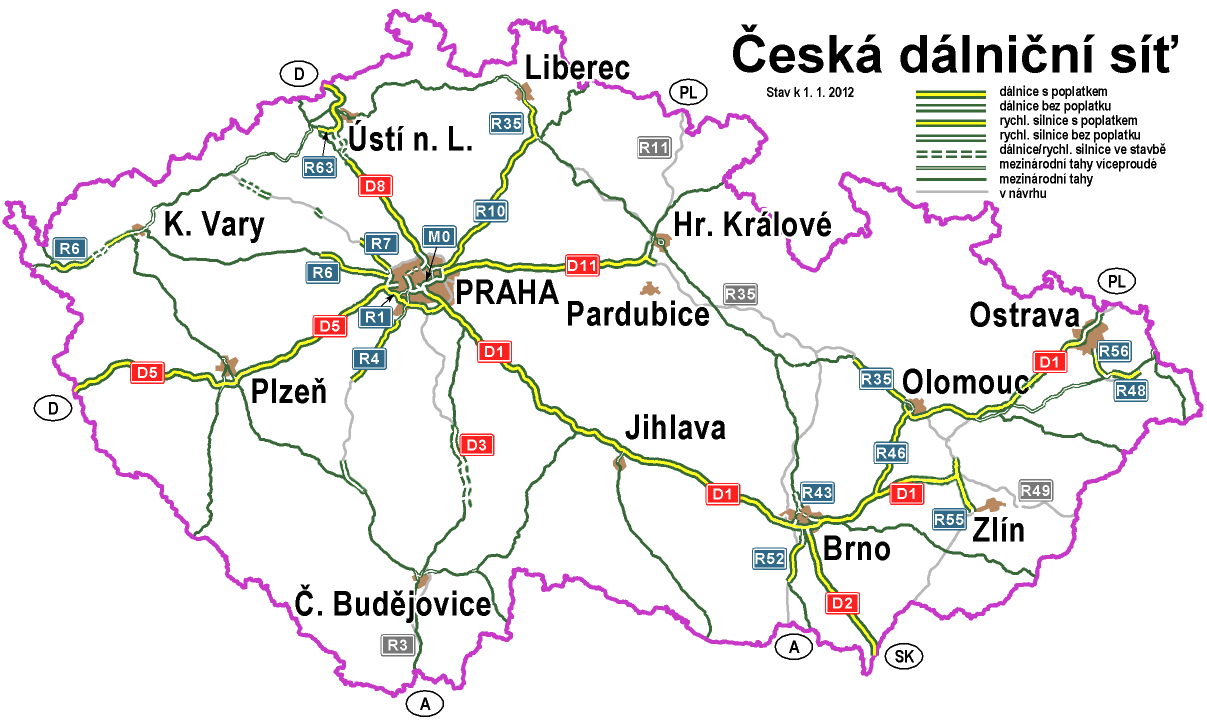

- D1 Prag – Brno – Vrchoslavice (förlängning mot Ostrava – (Polen) under byggnad)
- D2 Brno – Břeclav – (Slovakien)
- D3 (Prag – České Budějovice – (Österrike) under byggnad)
- D5 Prag – Plzeň – (Tyskland)
- D8 Prag – A17 (Tyskland)
- D11 Prag – Poděbrady (förlängning mot Hradec Králové – (Polen) under byggnad)